# آرخانگلسکویه (شهرستان گافوریسکی، باشقیرستان)
آرخانگلسکویه (انگلیسی: Arkhangelskoye, Gafuriysky District, Republic of Bashkortostan) یک شهرک در شهرستان گافوریسکی استان باشقیرستان کشور روسیه است.